# Mittelhausbergen
Mittelhausbergen est une commune française située dans la circonscription administrative du Bas-Rhin et, depuis le 1er janvier 2021, dans le territoire de la Collectivité européenne d'Alsace, en région Grand Est.
Cette commune se trouve dans la région historique et culturelle d'Alsace.

## Géographie

### Localisation
Mittelhausbergen se trouve au pied des collines de Hausbergen, à une dizaine de kilomètres au nord-ouest de Strasbourg. 
Elle fait partie de l'Eurométropole de Strasbourg dont elle est la plus petite commune en terme de superficie. 
Le territoire de la commune est limitrophe de ceux de 4 communes :
| Griesheim-sur-Souffel |                  | Niederhausbergen |
|                       | Mittelhausbergen |                  |
| Oberhausbergen        |                  | Schiltigheim     |

### Hydrographie
La commune est dans le bassin versant du Rhin au sein du bassin Rhin-Meuse. Elle n'est drainée par aucun cours d'eau,.

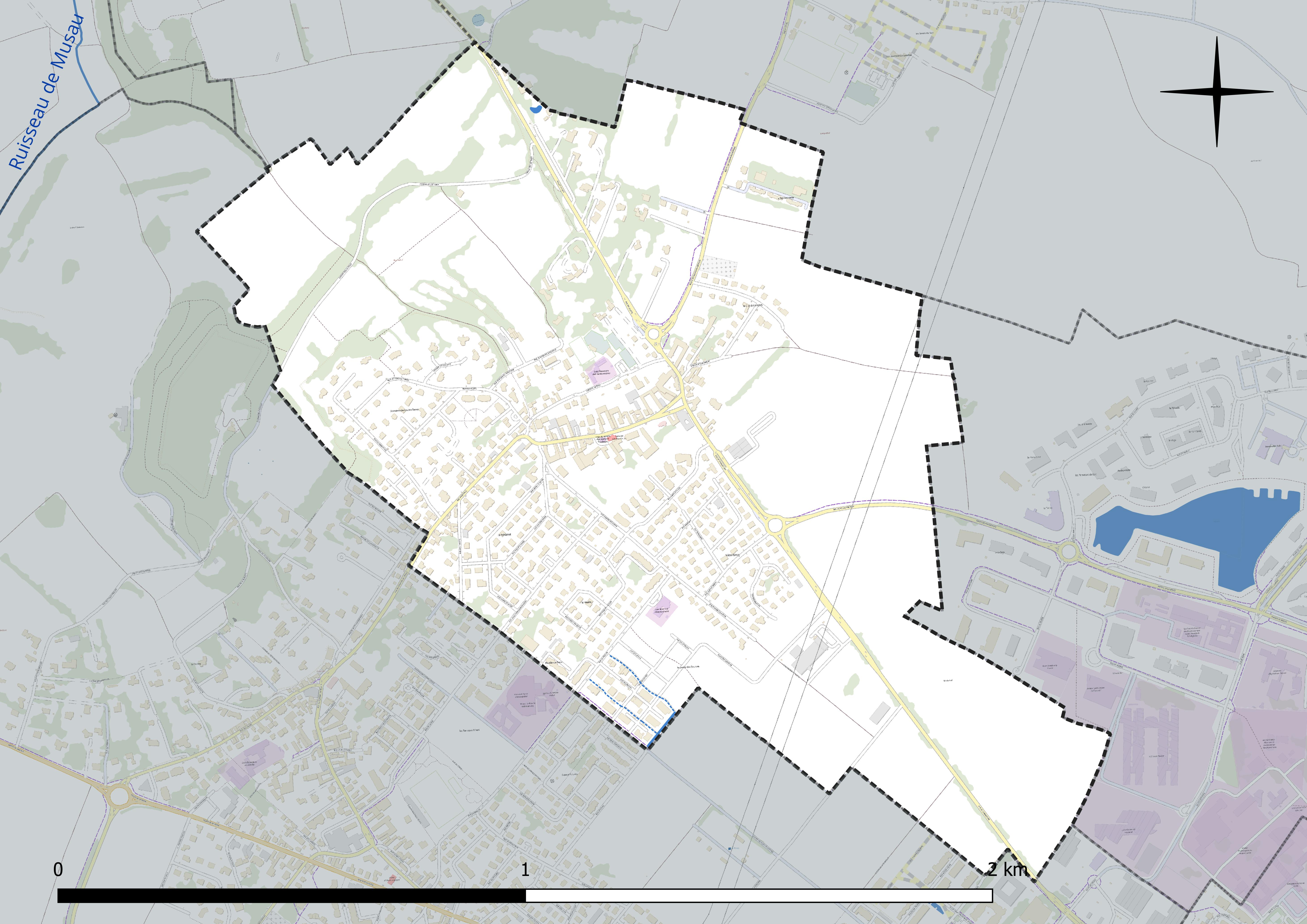
Réseau hydrographique de Mittelhausbergen.

### Climat
Pour des articles plus généraux, voir Climat du Grand Est et Climat du Bas-Rhin.
En 2010, le climat de la commune est de type climat des marges montargnardes, selon une étude du Centre national de la recherche scientifique s'appuyant sur une série de données couvrant la période 1971-2000. En 2020, Météo-France publie une typologie des climats de la France métropolitaine dans laquelle la commune est exposée à un climat semi-continental et est dans la région climatique  Alsace, caractérisée par une pluviométrie faible, particulièrement en automne et en hiver, un été chaud et bien ensoleillé, une humidité de l’air basse au printemps et en été, des vents faibles et des brouillards fréquents en automne (25 à 30 jours). 
Pour la période 1971-2000, la température annuelle moyenne est de 10,5 °C, avec une amplitude thermique annuelle de 17,7 °C. Le cumul annuel moyen de précipitations est de 676 mm, avec 9,1 jours de précipitations en janvier et 10,3 jours en juillet. Pour la période 1991-2020, la température moyenne annuelle observée sur la station météorologique de Météo-France la plus proche, « Strasbourg-Entzheim », sur la commune d'Entzheim à 10 km à vol d'oiseau, est de 11,4 °C et le cumul annuel moyen de précipitations est de 635,7 mm. 
La température maximale relevée sur cette station est de 38,9 °C, atteinte le 25 juillet 2019 ; la température minimale est de −23,6 °C, atteinte le 23 janvier 1942,,. 
Les paramètres climatiques de la commune ont été estimés pour le milieu du siècle (2041-2070) selon différents scénarios d'émission de gaz à effet de serre à partir des nouvelles projections climatiques de référence DRIAS-2020. Ils sont consultables sur un site dédié publié par Météo-France en novembre 2022.

## Urbanisme

### Typologie
Au 1er janvier 2024, Mittelhausbergen est catégorisée grand centre urbain, selon la nouvelle grille communale de densité à sept niveaux définie par l'Insee en 2022.
Elle appartient à l'unité urbaine de Strasbourg (partie française), une agglomération internationale regroupant 23  communes, dont elle est une commune de la banlieue,,. Par ailleurs la commune fait partie de l'aire d'attraction de Strasbourg (partie française), dont elle est une commune du pôle principal,. Cette aire, qui regroupe 268 communes, est catégorisée dans les aires de 700 000 habitants ou plus (hors Paris),.

### Occupation des sols
L'occupation des sols de la commune, telle qu'elle ressort de la base de données européenne d’occupation biophysique des sols Corine Land Cover (CLC), est marquée par l'importance des territoires agricoles (57,5 % en 2018), en diminution par rapport à 1990 (68,4 %). La répartition détaillée en 2018 est la suivante : 
zones urbanisées (42,3 %), terres arables (41,2 %), zones agricoles hétérogènes (16,2 %), zones industrielles ou commerciales et réseaux de communication (0,3 %). L'évolution de l’occupation des sols de la commune et de ses infrastructures peut être observée sur les différentes représentations cartographiques du territoire : la carte de Cassini (XVIIIe siècle), la carte d'état-major (1820-1866) et les cartes ou photos aériennes de l'IGN pour la période actuelle (1950 à aujourd'hui).

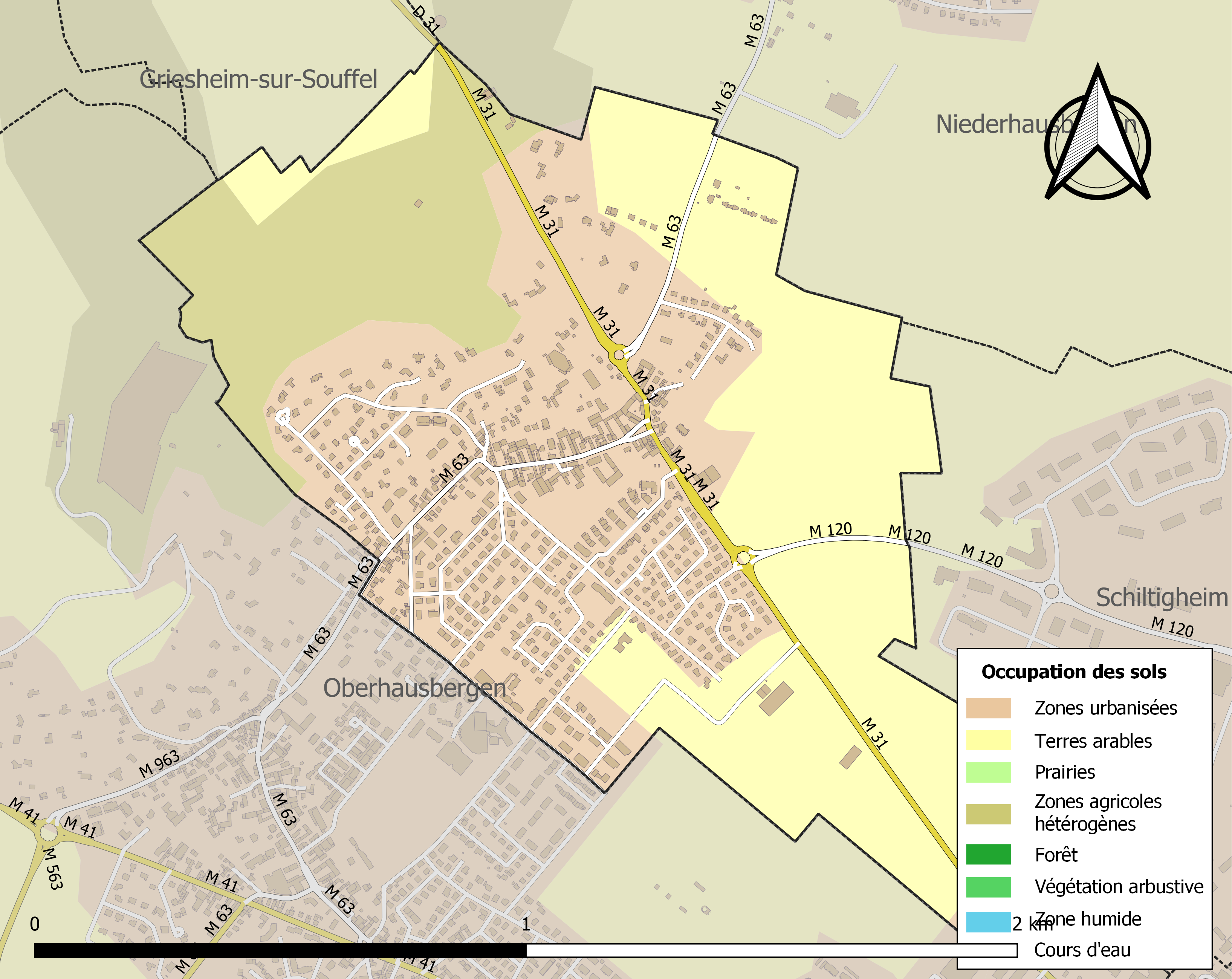
Carte des infrastructures et de l'occupation des sols de la commune en 2018 (CLC).

## Histoire
D'après des recherches, le site de Mittelhausbergen aurait été occupé dès la Préhistoire. Quelques dates ont marqué la vie du village :
- 357 : les Romains battent les Alamans lors de la bataille d'Argentoratum ;
- 763 : première mention du lieu : Villa Husperga ;
- 1230 : mention de Hugesbergen-Medio avec Hugesbergen partagé avec ses deux voisines ;
- 1262 : les bourgeois de Strasbourg battent sur la colline les troupes de l'évêque de Strasbourg et arrachent la liberté communale lors de la bataille de Hausbergen ;
- 1374 : mention de Husbergen, à l'origine de Hausbergen ;
- 1537 : le village adhère à la Réforme protestante. La paroisse se détache de celle de Mundolsheim pour rejoindre celle d'Oberhausbergen ;
- 1544-1789 : le village est un fief des Johan von Mundolsheim ;
- 1789 : la commune est d’abord rattachée au canton d'Oberhausbergen puis à celui de Schiltigheim et enfin à celui de Mundolsheim ;
- 1820 : la faible superficie du ban communal est en majeure partie occupée par la culture des céréales (125 ha) et de la vigne (36 ha) ;
- 1872-1875 : trois forts de la ceinture fortifiée de Strasbourg sont construits sur la colline voisine ;
- 1941 : le culte catholique est rétabli dans la commune ; une chapelle à usage des trois villages est construite à Oberhausbergen.

## Politique et administration

### Liste des maires
| Période                                  | Période                    | Identité                                      | Étiquette | Qualité                                       |
| ---------------------------------------- | -------------------------- | --------------------------------------------- | --------- | --------------------------------------------- |
| Les données manquantes sont à compléter. |                            |                                               |           |                                               |
| ca. 1960                                 |                            | Charles Riehl                                 |           |                                               |
| années 1980                              | ?                          | Jacques Fritsch                               |           | Vice-président de la CUS                      |
| juin 1995                                | mai 2023                   | Bernard Egles, Réélu pour le mandat 2020-2026 | DVG       | Pharmacien retraité Démissionnaire            |
| juin 2023                                | En cours (au 17 juin 2023) | Alexandre Lorentz                             | SE        | Manager dans les services télécoms, ingénieur |

## Population et société

### Démographie
L'évolution du nombre d'habitants est connue à travers les recensements de la population effectués dans la commune depuis 1793. Pour les communes de moins de 10 000 habitants, une enquête de recensement portant sur toute la population est réalisée tous les cinq ans, les populations de référence des années intermédiaires étant quant à elles estimées par interpolation ou extrapolation. Pour la commune, le premier recensement exhaustif entrant dans le cadre du nouveau dispositif a été réalisé en 2004.

En 2022, la commune comptait 2 075 habitants, en évolution de +7,29 % par rapport à 2016 (Bas-Rhin : +3,17 %, France hors Mayotte : +2,11 %).
| 1793 | 1800 | 1806 | 1821 | 1831 | 1836 | 1841 | 1846 | 1851 |
| ---- | ---- | ---- | ---- | ---- | ---- | ---- | ---- | ---- |
| 187  | 196  | 174  | 188  | 176  | 205  | 220  | 222  | 225  |

| 1856 | 1861 | 1866 | 1871 | 1875 | 1880 | 1885 | 1890 | 1895 |
| ---- | ---- | ---- | ---- | ---- | ---- | ---- | ---- | ---- |
| 217  | 242  | 232  | 253  | 286  | 308  | 300  | 308  | 312  |

| 1900 | 1905 | 1910 | 1921 | 1926 | 1931 | 1936 | 1946 | 1954 |
| ---- | ---- | ---- | ---- | ---- | ---- | ---- | ---- | ---- |
| 315  | 306  | 320  | 297  | 312  | 321  | 332  | 375  | 408  |

| 1962 | 1968 | 1975 | 1982  | 1990  | 1999  | 2004  | 2006  | 2009  |
| ---- | ---- | ---- | ----- | ----- | ----- | ----- | ----- | ----- |
| 469  | 504  | 852  | 1 169 | 1 425 | 1 680 | 1 738 | 1 775 | 1 702 |

| 2014  | 2019  | 2022  | - | - | - | - | - | - |
| ----- | ----- | ----- | - | - | - | - | - | - |
| 1 905 | 2 086 | 2 075 | - | - | - | - | - | - |

## Économie
Mittelhausbergen, jadis à vocation agricole, a vu cette activité péricliter depuis 1967. En 2010, le village ne compte plus que deux exploitations agricoles. N'offrant que peu d'emplois sur place, Mittelhausbergen compte parmi les villages « dortoirs » de Strasbourg.
Mittelhausbergen est la commune où ses habitants sont en moyenne les plus riches du Bas-Rhin.

## Culture locale et patrimoine

### Lieux et monuments
- L'église protestante Saint-Jacques, mentionnée pour la première fois en 1505, a été reconstruite en 1723 à la suite de son délabrement. Son clocher à bulbe a été rajouté en 1774. En 1890, elle a subi une réfection totale. Le cimetière qui la cerne date de 1717[26].
Une grande partie du mobilier de l'église protestante est particulièrement remarquable comme la « borne de Rathsamhausen » en grès rose des Vosges, datée pour sa partie inférieure de 1575. L'ensemble du mobilier est par ailleurs répertorié à l'Inventaire général du patrimoine culturel des Monuments historiques[27].
- La maison de campagne des Rathsamhausen est une grande propriété composée d'une maison et d'une ferme avec logis cernant une cour privative entièrement close. Reconstruit en 1753 à la place d'une première demeure datant de 1660, ce domaine fut divisé à la suite de la Révolution puis réunifié en 1861[28].

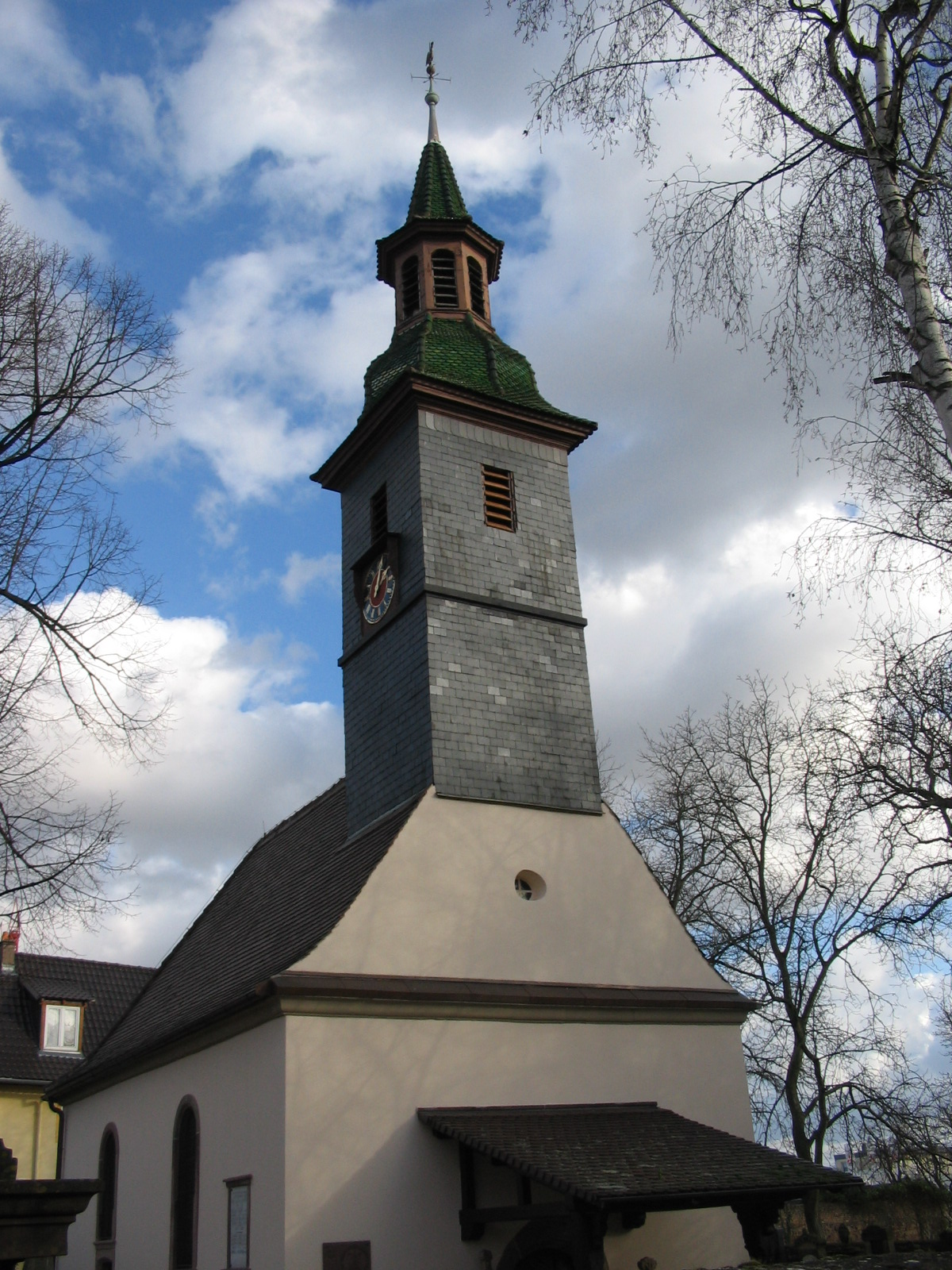
L'église protestante.
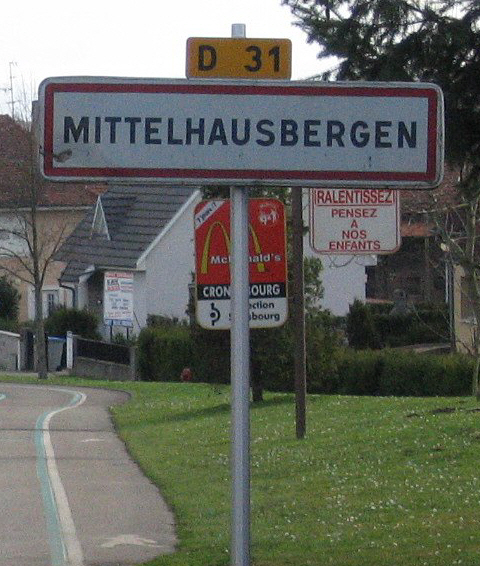
L'entrée du village en venant de Pfulgriesheim.
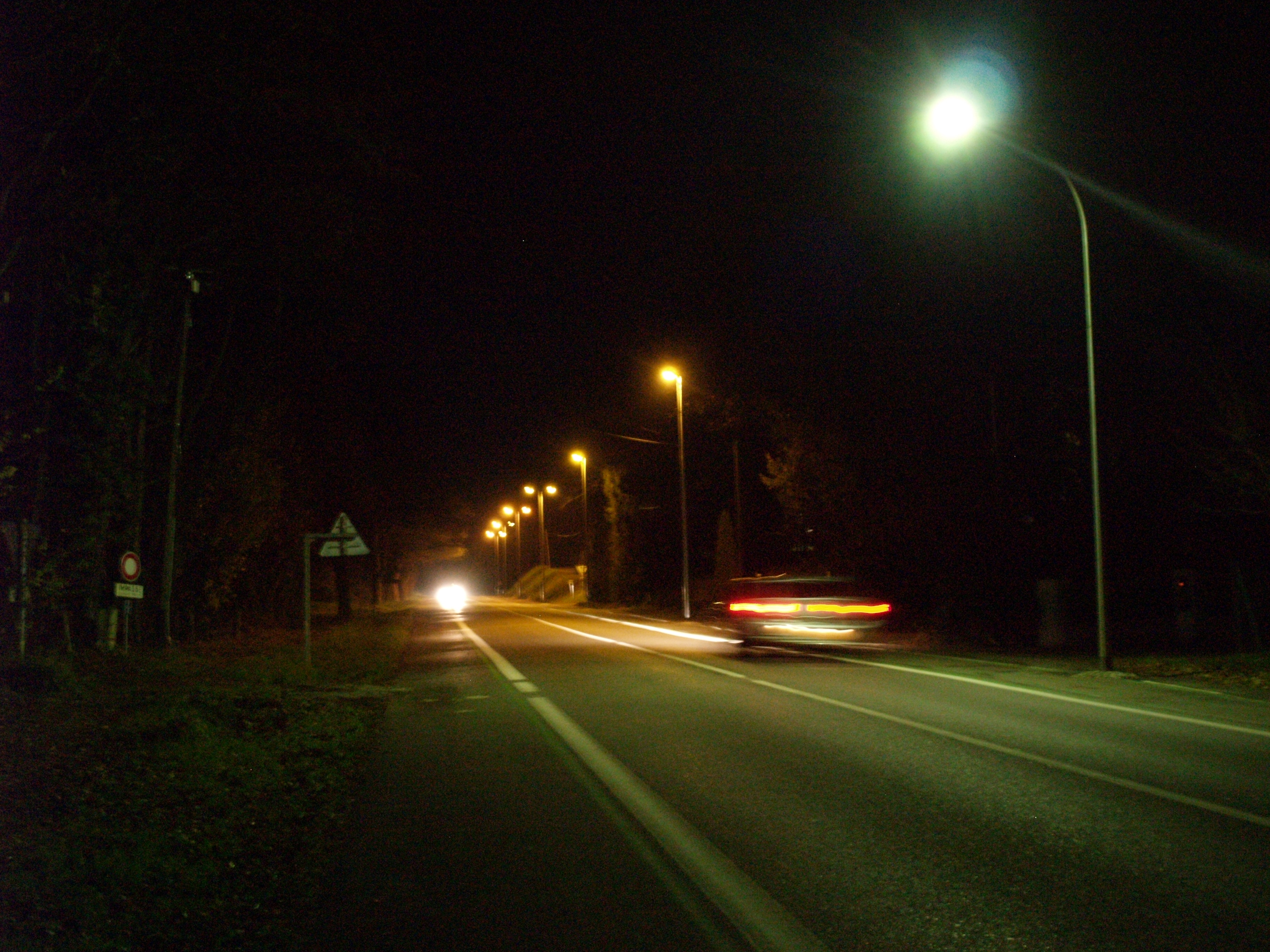
La colline de Mittelhausbergen de nuit.

### Personnalités liées à la commune
- Pierre-Hugues Herbert, joueur professionnel de tennis, y est domicilié.

### Héraldique
| Blason de Mittelhausbergen | Blason  | D'argent au monde d'azur, cerclé, cintré et croiseté d'or. |
| Blason de Mittelhausbergen | Détails |                                                            |